# Vida en pausa
Vida en pausa (títol original en anglès, Quiet Life) és una pel·lícula dramàtica del 2024 dirigida per Alexandros Avranas. És protagonitzada per Txulpan Khamàtova, Grigori Dobriguin, Naomi Lamp i Miroslava Paixutina com una família de refugiats que s'enfronta als efectes de la síndrome de resignació. Es va estrenar al 81è Festival Internacional de Cinema de Venècia el 29 d'agost de 2024. S'ha subtitulat al català.